# Pterosessinia longula
Pterosessinia longula es una especie de coleóptero de la familia Oedemeridae.

## Distribución geográfica
Habita en Namibia.